# Liste der größten Unternehmen in der Slowakei
Die Liste der zehn größten Unternehmen in der Slowakei enthält die in der Liste der „Coface CEE Top 500 Ranking“ veröffentlichten umsatzstärksten Unternehmen in der Slowakei im Geschäftsjahr 2019.
| Rang | Name                         | Hauptsitz  | Umsatz (Mio. €) | Mitarbeiter | Branche      |
| ---- | ---------------------------- | ---------- | --------------- | ----------- | ------------ |
| 1.   | Volkswagen Slovakia          | Bratislava | 10.400          | 12.000      | Automobile   |
| 2.   | Kia Motors Slovakia          | Bratislava | 5.600           | 3.000       | Automobile   |
| 3.   | Slovnaft                     | Bratislava | 3.600           | 2.000       | Ölindustrie  |
| 4.   | PCA Slovakia                 | Trnava     | 3.200           | 4.000       | Automobile   |
| 5.   | Slovenské elektrárne         | Bratislava | 2.400           | 3.000       | Energie      |
| 6.   | U. S. Steel Kosice           | Košice     | 2.100           | 9.000       | Stahl        |
| 7.   | Mobis Slovakia               | Gbeľany    | 1.600           | 2.000       | Automobile   |
| 8.   | Samsung Electronics Slovakia | Bratislava | 1.400           | 1.000       | Elektronik   |
| 9.   | Tesco Stores SR              | Bratislava | 1.400           | 7.500       | Einzelhandel |
| 10.  | Lidl Slovenska Republika     | Bratislava | 1.200           | 5.000       | Einzelhandel |

## Nach Branche
Nach The Slovak Spectator sind die in der jeweiligen Branche größten Unternehmen:
- Banken – Slovenská sporiteľňa
- Versicherungen – Allianz
- Einzelhandel – Lidl
- Einkaufszentren – Avion
- Shared Services – IBM (mit 5000 Mitarbeitern)
- Post- und Kurierdienste – Slovenská pošta
- Logistik – ZSSK Cargo
- Bauwirtschaft – D4R7 Construction
- Werbung – Unimedia
- elektronische Medien – TV Markíza
- Energie – Slovenské elektrárne
- Automotive – Volkswagen
- Elektrotechnik / Elektronik – Samsung Electronics
- Metallurgie – US Steel
- Chemische Industrie – Slovnaft
- Lebensmittelindustrie – Nestlé